# Janet Elizabeth Mathews
Janet Elizabeth Mathews (* 18. Januar 1914 in Wollongong, Australien; † 1. Januar 1992 in Sydney, Australien) war eine australische Musiklehrerin. Sie erstellte und dokumentierte Audioaufnahmen von Aborigines für das australische Institut für Aborigines-Studien (AIAS).

## Leben und Werk
Mathews war das einzige Kind des in Irland geborenen Anwalts James Wilson Russell und seiner in New South Wales geborenen Frau Mary Irene, geb. McLelland. Sie wuchs mit einer Gouvernante auf und wurde von ihrer Mutter unterrichtet, die eine Pianistin war und ihr Engagement für Musik förderte. 1926 reiste die Familie nach Großbritannien und Europa und besuchte viele Konzerte. Auf dem Heimweg inspirierte sie der australische Komponist Alfred Francis Hill, der während der Reise Vorträge und Geigenkonzerte hielt. Von 1927 bis 1938 wurde sie am Presbyterian Ladies 'College in Sydney und anschließend bis 1930 in der Frensham School in Mittagong ausgebildet. 1931 begann sie den Diplomkurs am Sydney Conservatorium of Music, wo Laurence Godfrey Smith ihr Klavierlehrer war und Hill Harmonie unterrichtete. Sie beendete ihre Ausbildung nicht, da sie gelegentlich mit ihrer Mutter auftrat und regelmäßig mit dem Sydney String Quartet spielte. Sie gründete den ersten Musikclub in Wollongong.
1935 ging sie nach London und begann dann in Paris eine musikalische Zusammenarbeit mit einer entfernten Cousine, Blanche Dassonville, einer Absolventin des Conservatoire de musique de Genève. Am 3. Dezember 1936 kehrte sie nach Australien zurück und heiratete den Maschinenbauingenieur Francis Mackenzie Mathews, mit dem sie drei Kinder bekam. Ab 1954 unterrichtete sie Klavier in ihrem Haus in Wollongong und der in den Niederlanden geborene Gerard Willems wurde ihr berühmtester Schüler.

## Studien für das australische Institut für Aborigines-Studien (AIAS)
In den frühen 1960er Jahren forderte sie der liberale Parlamentarier William Charles Wentworth auf, sich am geplanten australischen Institut für Aborigines-Studien (AIAS) zu beteiligen, da er sie mit ihrer musikalischen Sensibilität als ideal für die Dokumentation der Lieder der Aborigines ansah. Der Großvater ihres Mannes, Robert Hamilton Mathews, war ein australischer Landvermesser und Pionieranthropologe gewesen und sein Name erwies sich als bedeutsam, als sie sich mit Aborigines-Studien beschäftigte.
Mathews gehörte zu den AIAS-Forschern der ersten Generation und trug als freiberuflicher Interviewer zum Audioarchiv des Instituts bei. Das AIAS lieferte ihr ein Tonbandgerät und schulte sie in Aufnahmetechniken. 1964 begann sie ihre Feldforschung an der Südküste von New South Wales bei den Dharawal und Dhurga sprechenden Völkern. Von den Linguisten Luise Hercus und Lynette Oates ermutigt, erweiterte sie die Musikdokumentationen um sprachliche und historische Daten. Zwischen 1964 und 1976 trug sie 180 Stunden Aufnahmen von mehr als 80 Aborigines zu den AIAS-Audioarchiven bei.
1968 lernte sie in Brewarrina Jimmie Barker kennen, der die Sprache Muruwari beherrschte. Er hatte sein eigenes Tonbandgerät gekauft, um ein  Wörterbuch der Wörter  zu erstellen. Mathews korrespondierte mit ihm und archivierte die von ihm aufgenommenen Bänder. Bis 1972 konnte sie dem Institut mitteilen, dass Barker mehr als hundert Bänder mit Sprache, Legenden, Bräuchen und allem, woran er sich über den Murawari-Stamm erinnern konnte, hergestellt hatte. 1977 erstellte sie aus den Aufnahmen das Buch: The Two Worlds of Jimmie Barker.
Nachdem ihr Ehemann 1968 in den Ruhestand getreten war, zog sie mit ihm nach Sydney. Sie schrieb drei Kinderbücher zu Themen der Aborigines und übergab 1987 die Notizbücher und Originalpapiere des Großvaters ihres Mannes an die National Library of Australia.

## Veröffentlichungen
- The two worlds of Jimmie Barker: The life of an Australian Aboriginal, 1900–1972 (Ethnohistory series), 1977, ISBN 978-0855750565.